# Chicxulub
Chicxulub (ʧikʃuˈluːb) és un poble, i una municipalitat del mateix nom, de l'estat mexicà del Yucatán.
Al cens del 2005, el poble tenia 5.052 habitants.
Chicxulub és especialment cèlebre per estar situat a prop del centre geogràfic del cràter de Chicxulub, un cràter d'impacte descobert per geòlegs a la península del Yucatán i que s'estén a l'oceà. Fou creat per l'impacte d'un asteroide o cometa fa uns 65 milions d'anys, que podria haver causat l'extinció del Cretaci-Paleogen.

## Toponimia
Lloc de la banya calat o clavat per derivar-se de les veus maies Chhic, calar, clavar alguna cosa i Xulub, banya. La veu Chhic també significa puça, però literalment, vol dir puça del dimoni.

## Cràter de Chicxulub
El port de Chicxulub és famós per ser l'epicentre del cràter que va prendre el seu nom, provocat per l'impacte d'un meteorit que va topar amb la Terra fa aproximadament 65 milions d'anys. El cràter que data del cretaci tardà és d'uns 180 km de diàmetre. La mida de l'asteroide que va caure s'estima d'uns 10 km de diàmetre, i possiblement va ser una fracció d'un altre major denominat Baptistina. Aquest esdeveniment cataclísmic va alliberar una energia estimada de 4.3 × 10²³ julis d'energia (equivalent a 191.793 megatones de TNT) al moment de l'impacte com a resultat de la qual cosa es va produir l'extinció massiva dels dinosaures.
Hi ha però opinions oposades, sobretot amb relació a la data de l'esdeveniment: segons els resultats d'un estudi recent realitzat per un equip internacional d'investigadors liderats per Gerta Keller (Universitat de Princeton, EE. UU.) I Thierry Adatte (Universitat de Neuchâtel, Suïssa) el cràter és 300 000 anys més antic que la làmina del límit Cretaci / Terciari o límit K / T.
Per contra, altres estudis també recents, duts a terme per l'equip de Jan Smit (Universitat Lliure d'Amsterdam) o pel equip de micropaleontología Arxivat 2010-10-02 a Wayback Machine. de la Universitat de Saragossa (Espanya), sostenen que l'impacte meteorític va tenir lloc coincidint amb el límit K / T.

## Demografia
Segons el cens de 2005 realitzat per l'INEGI, la població de la població era de 5052 habitants, dels quals 2556 eren homes i 2496 eren dones.
| 1900 | 1910 | 1921 | 1930 | 1940 | 1950 | 1960 | 1970 | 1980 | 1990 | 1995 | 2000 | 2005 |
| ---- | ---- | ---- | ---- | ---- | ---- | ---- | ---- | ---- | ---- | ---- | ---- | ---- |
| 217  | 244  | 376  | 453  | 788  | 1181 | 1714 | 1564 | 3024 | ?    | ?    | ?    | 5052 |